# شادکامی مطلق
شادکامی مطلق (به هندی: Total Dhamaal) یا شادکامی ۳ فیلمی محصول سال ۲۰۱۹ و به کارگردانی ایندرا کومار است. در این فیلم بازیگرانی همچون اجی دیوگن، مادهوری دیکشیت، آرشاد وارسی، جاوید جعفری، آنیل کاپور، ریتیش دشموک، سانجی میشرا، جانی لور، بومان ایرانی، ماهش مانجرکار، سودش لهری ایفای نقش کرده‌اند.
این فیلم دنباله فیلم‌های شادکامی و شادکامی دو برابر است.